# Xylophanes robinsonii
Xylophanes robinsonii är en fjärilsart som beskrevs av Augustus Radcliffe Grote 1865. Xylophanes robinsonii ingår i släktet Xylophanes och familjen svärmare. Inga underarter finns listade i Catalogue of Life.